# Білоруська визвольна армія
Білоруська визвольна армія (біл. Беларуская вызваленчая армія, Biełaruskaja vyzvalenčaja armija), або Чорний кіт (біл. Чорны кот, Čorny kot) — партизанська організація білоруських націоналістів, створена в 1944 році для боротьби з СРСР.
Очолювалася Михайлом Вітушкою. Тісно співпрацювала з УПА, а також з Армією Людовою. На відміну від УПА, покладалася більше не на стаціонарні воєнізовані загони, а на підпільників, що жили звичайним цивільним життям, а в разі потреби робили диверсії і партизанські засідки та вилазки.
Білоруська визвольна армія була створена на основі возз'єднання в одну організацію Білоруської незалежницької партії і Білоруської самооборони, а також низки інших маленьких підпільних організацій. Діяла до 1955 року, але фіксувалися партизанські дії її членів і пізніше.